# Atractogloea
Atractogloea — рід грибів родини Atractogloeaceae. Назва вперше опублікована 1982 року.

## Класифікація
До роду Atractogloea відносять 1 вид:
- Atractogloea stillata